# 小國站
小國站（日语：／ Oguni eki */?）是位於山形縣西置賜郡小國町大字岩井澤，東日本旅客鐵道（JR東日本）的米坂線車站。

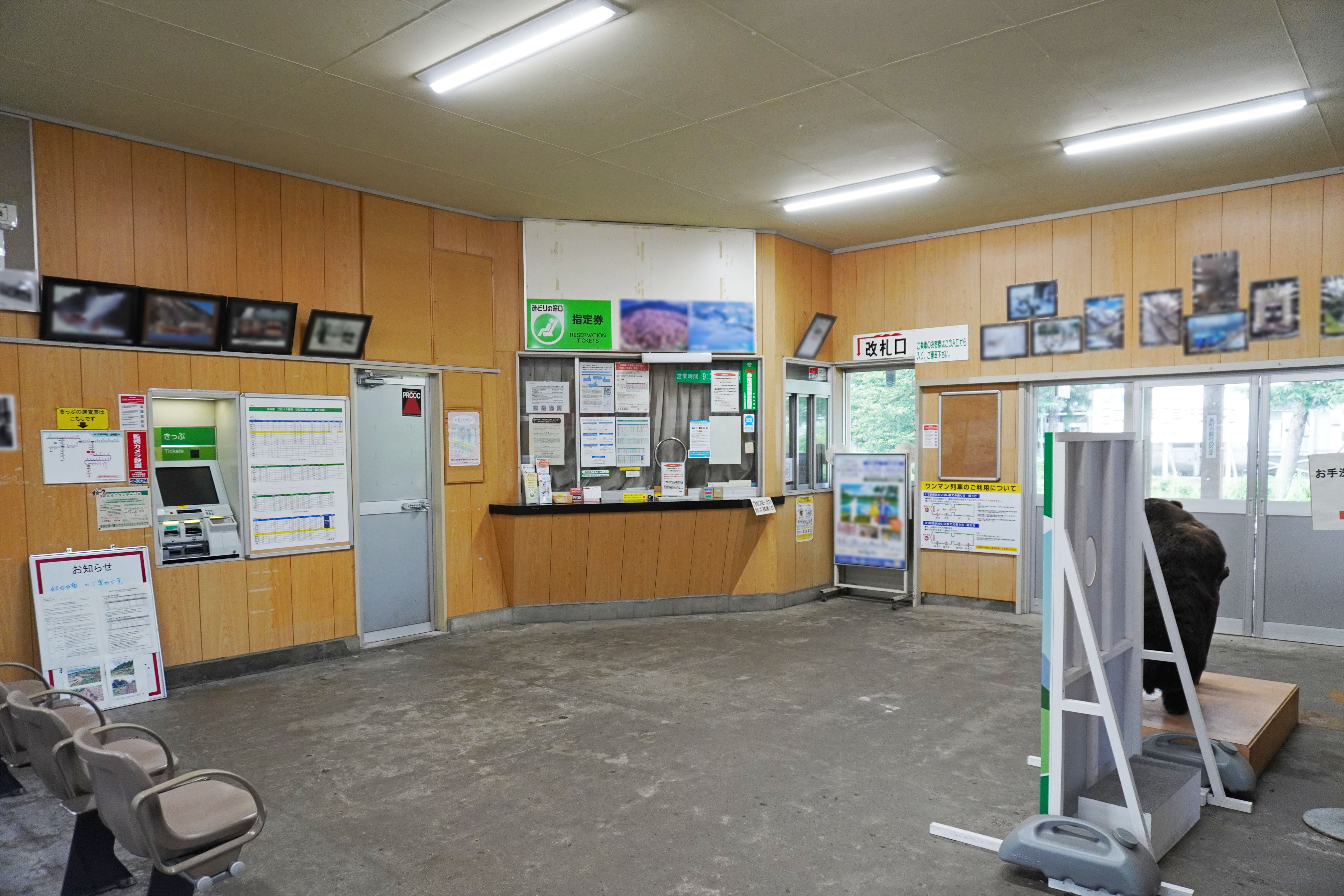
車站內部(2023年7月)

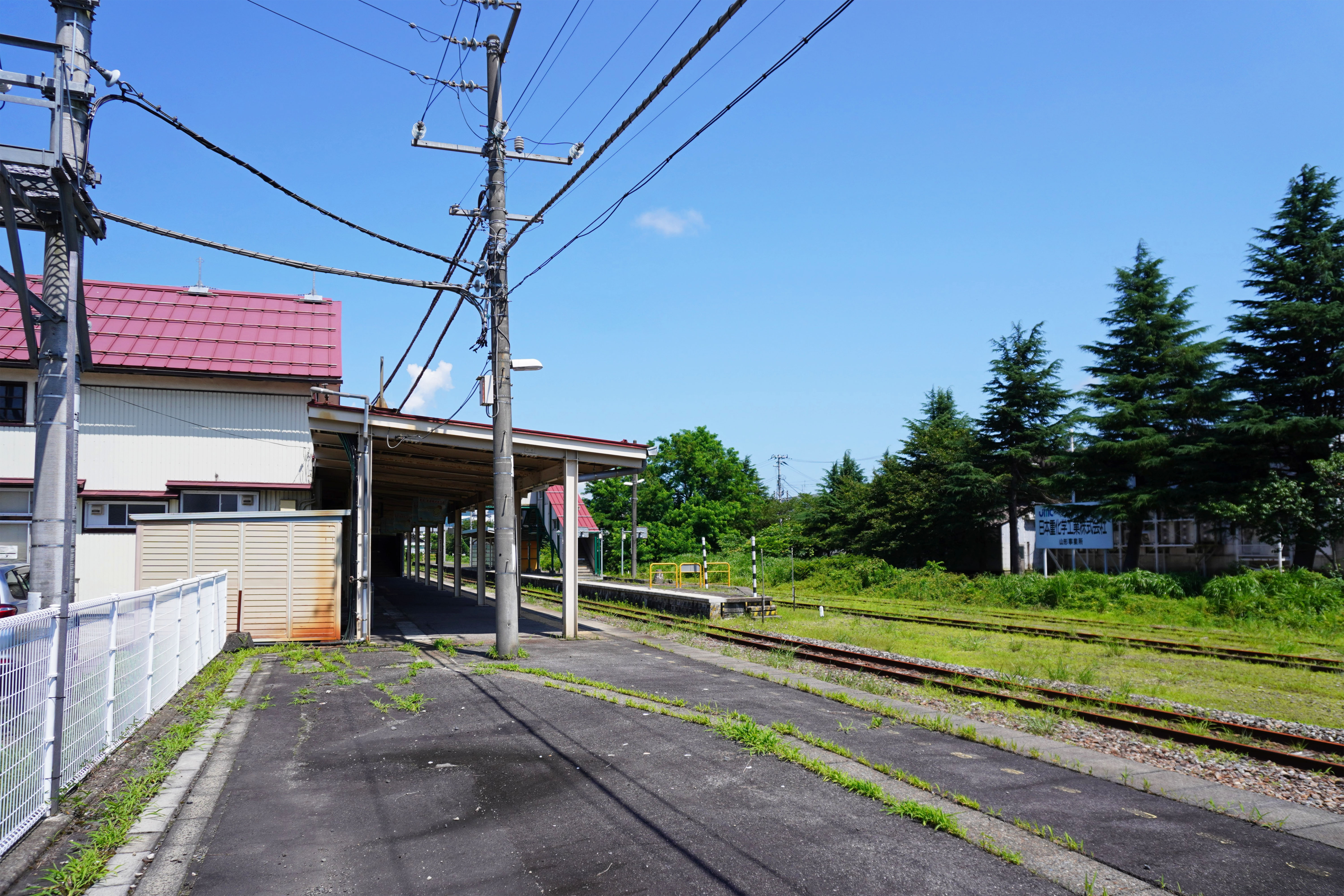
月台(2023年7月)

## 歷史
- 1935年（昭和10年）10月30日：米坂東線羽前沼澤至此站之間開通，此站啟用。
- 1936年（昭和11年）8月31日 此站至越後金丸之間開通，米坂東線編入至米坂線。米坂線全線開通。
- 1987年（昭和62年）4月1日：伴隨國鐵分割民營化，車站由東日本旅客鐵道（JR東日本）營運。
- 1990年（平成2年）12月1日：開設綠色窗口[1]。

## 車站構造
本站是地面車站，設有1面1線的單式月台（1號月台）和1面2線的島式月台（2、3號月台），共有2面3線的月台。車站大樓位於西邊。各月台上設有跨線橋連接。此站是直營車站，同時為管理車站，除了管理自身車站外，還會管理米坂線今泉站至羽前松岡站各站（總稱呼小國指令）。
車站內設有綠色窗口（營業時間 7：15 - 19：00）、自動售票機、候車室（設有空調設備）、自動販賣機、廁所。車站外設有租車服務。由於有2列列車會在此站夜間停泊，因此此站設有乘務員臨時宿舍。在一人控制前，宿舍房間比較多，以便進行冬季除雪作業。

### 月台
| 月台 | 路線    | 上下行 | 方向           |
| ---- | ------- | ------ | -------------- |
| 1    | ■米坂線 | 下行   | 坂町方向       |
| 2、3 | ■米坂線 | 上行   | 今泉、米澤方向 |

參考
- 上行從此站出發的列車使用3號月台。

## 使用狀況
根據「JR東日本」的資料，在2019年度（令和元年度）1日平均乘車人次為124人。
以下為近年乘車人次變化列表：
| 乘車人次變化       | 乘車人次變化     | 乘車人次變化    |
| 年度               | 1日平均 乘車人次 | 參考資料        |
| ------------------ | ---------------- | --------------- |
| 2000年（平成12年） | 159              | [ 利用客数 2 ]  |
| 2001年（平成13年） | 152              | [ 利用客数 3 ]  |
| 2002年（平成14年） | 142              | [ 利用客数 4 ]  |
| 2003年（平成15年） | 139              | [ 利用客数 5 ]  |
| 2004年（平成16年） | 137              | [ 利用客数 6 ]  |
| 2005年（平成17年） | 136              | [ 利用客数 7 ]  |
| 2006年（平成18年） | 152              | [ 利用客数 8 ]  |
| 2007年（平成19年） | 154              | [ 利用客数 9 ]  |
| 2008年（平成20年） | 155              | [ 利用客数 10 ] |
| 2009年（平成21年） | 138              | [ 利用客数 11 ] |
| 2010年（平成22年） | 140              | [ 利用客数 12 ] |
| 2011年（平成23年） | 132              | [ 利用客数 13 ] |
| 2012年（平成24年） | 123              | [ 利用客数 14 ] |
| 2013年（平成25年） | 108              | [ 利用客数 15 ] |
| 2014年（平成26年） | 98               | [ 利用客数 16 ] |
| 2015年（平成27年） | 106              | [ 利用客数 17 ] |
| 2016年（平成28年） | 113              | [ 利用客数 18 ] |
| 2017年（平成29年） | 109              | [ 利用客数 19 ] |
| 2018年（平成30年） | 116              | [ 利用客数 20 ] |
| 2019年（令和元年） | 124              | [ 利用客数 1 ]  |

## 車站周邊
- 小國郵局
- 小國町公所
  - 城際巴士「Zao號（日语：Zao号）」乘車處
- 小國警署（日语：小国警察署 (山形県)）
- CoorsTek 小國事業所
  - 前 東芝電興 - 在1984年2月前設有貨物鐵路輸送業務。
- 日本重化學工業 小國事業所
- 山形縣立小國高等學校（日语：山形県立小国高等学校） - 步行約10分鐘
- 基督教獨立学學高等學校（日语：基督教独立学園高等学校）
- 國道113號（日语：国道113号）
- 藏王商店
- 小國町營巴士（前・JR巴士東北）小國線乘車處

## 其他
- 由於此站車站大樓以紅色屋根配搭白色牆身，造成一個美麗的車站大樓，因此在2002年（平成14年）被選為東北車站百選之一。
- 此站是在新潟縣外唯一可使用越後一日通票的車站。由於此站設有綠色窗口，因此可以在此站購買該通票。

## 相鄰車站
東日本旅客鐵道（JR東日本）
■米坂線
□快速「紅花」、■普通
羽前松岡－小國－*玉川口－越後金丸
*刪除線代表車站已停用

## 注腳

### 使用狀況
1. 1 2  . 東日本旅客鉄道.   [2020-07-18]. （原始内容存档于2020-07-10） （日语）.
2. ↑  . 東日本旅客鉄道.   [2019-02-23]. （原始内容存档于2018-02-13） （日语）.
3. ↑  . 東日本旅客鉄道.   [2019-02-23]. （原始内容存档于2019-04-02） （日语）.
4. ↑  . 東日本旅客鉄道.   [2019-02-23]. （原始内容存档于2019-04-02） （日语）.
5. ↑  . 東日本旅客鉄道.   [2019-02-23]. （原始内容存档于2019-04-02） （日语）.
6. ↑  . 東日本旅客鉄道.   [2019-02-23]. （原始内容存档于2019-04-02） （日语）.
7. ↑  . 東日本旅客鉄道.   [2019-02-23]. （原始内容存档于2017-08-08） （日语）.
8. ↑  . 東日本旅客鉄道.   [2019-02-23]. （原始内容存档于2019-03-27） （日语）.
9. ↑  . 東日本旅客鉄道.   [2019-02-23]. （原始内容存档于2017-08-08） （日语）.
10. ↑  . 東日本旅客鉄道.   [2019-02-23]. （原始内容存档于2019-04-02） （日语）.
11. ↑  . 東日本旅客鉄道.   [2019-02-23]. （原始内容存档于2019-04-02） （日语）.
12. ↑  . 東日本旅客鉄道.   [2019-02-23]. （原始内容存档于2016-03-27） （日语）.
13. ↑  . 東日本旅客鉄道.   [2019-02-23]. （原始内容存档于2019-04-02） （日语）.
14. ↑  . 東日本旅客鉄道.   [2019-02-23]. （原始内容存档于2019-04-02） （日语）.
15. ↑  . 東日本旅客鉄道.   [2019-02-23]. （原始内容存档于2016-03-04） （日语）.
16. ↑  . 東日本旅客鉄道.   [2019-02-23]. （原始内容存档于2019-03-26） （日语）.
17. ↑  . 東日本旅客鉄道.   [2019-02-23]. （原始内容存档于2019-03-23） （日语）.
18. ↑  . 東日本旅客鉄道.   [2019-02-23]. （原始内容存档于2019-02-14） （日语）.
19. ↑  . 東日本旅客鉄道.   [2019-02-23]. （原始内容存档于2019-03-25） （日语）.
20. ↑  . 東日本旅客鉄道.   [2019-07-24]. （原始内容存档于2019-07-05） （日语）.

## 外部連結
- 車站資訊（小國）：東日本旅客鐵道（日語）